# Skeleton-Anschubweltmeisterschaft 2006
Die Skeleton-Anschubweltmeisterschaft 2006 am 8. Juli wurde in Ilsenburg (Harz) durchgeführt. Am Start waren elf Männer und drei Frauen aus sieben Nationen. Ein Großteil der Athleten der Weltspitze nahm an der Veranstaltung nicht teil.

## Männer
| Platz | Sportler              |
| ----- | --------------------- |
| 1     | Miroslaw Danow        |
| 2     | Daniel Mächler        |
| 3     | Michi Halilovic       |
| 4     | David Ludwig          |
| 5     | Han-Sang Kim          |
| 6     | Ben Sandford          |
| 7     | In-Ho Cho             |
| 8     | Peter van Wees        |
| DNF   | Matthias Guggenberger |
| DNS   | Markus Tempel         |

## Frauen
| Platz | Sportlerin         |
| ----- | ------------------ |
| 1     | Jessica Kilian     |
| 2     | Andreea Mitachescu |
| 3     | Katharina Hamann   |
| 4     | Stefanie Eggert    |